# ВІдомі Українки

### Жінки в українському креативному просторі
Ось список жінок, які досягли успіху в різних сферах в Україні, створюючи якісний та цікавий контент.

#### Геймдев (розробка ігор)
- Дар'я Дем'янець: Розробниця ігор, яка працювала над багатьма відомими проєктами. Активно ділиться своїм досвідом та знаннями з іншими розробниками, популяризуючи український геймдев.
- Світлана Чміль: Продюсерка, яка займалася розробкою таких проєктів, як GSC Game World.
- Оксана Семеновська: Ігрова дизайнерка та художниця.
- Марія Савенко: Розробниця ігор, яка спеціалізується на ігровій механіці.
- Олена Пилипчук: Художниця та аніматорка персонажів.
- Вікторія Гриценко: Фахівчиня з тестування ігор, що працює над оптимізацією.

#### Наука
- Ольга Броварець: Відома біофізикиня, що займається дослідженням мутацій ДНК. Вона є однією з наймолодших в Україні докторок наук і активно популяризує науку в соціальних мережах та на лекціях.
- Ксенія Семенова: Викладачка, дослідниця та популяризаторка науки. Вона активно співпрацює з науковими установами та бере участь у різних проєктах, що допомагають українцям краще зрозуміти складні наукові теми.
- Катерина Терлецька: Докторка фізико-математичних наук, яка займається питаннями динаміки складних систем.
- Оксана Марініна: Екологиня та науковиця, що досліджує питання біорізноманіття.
- Ірина Медведєва: Астрофізикиня, яка досліджує чорні діри.
- Людмила Ткаченко: Ботанікиня, що займається генетикою рослин.
- Анна Коваль: Неврологиня, яка вивчає когнітивні процеси.

#### Книжкова індустрія
- Світлана Алексієвич: Письменниця та лауреатка Нобелівської премії з літератури, яка є справжньою гордістю України. Її книги відомі в усьому світі, а її творчість — приклад для багатьох.
- Ірена Карпа: Українська письменниця, журналістка та музикантка. Її роботи відрізняються сміливим стилем та актуальними темами, що приваблює молоду аудиторію.
- Оксана Забужко: Письменниця, поетеса та есеїстка, чиї твори перекладені багатьма мовами.
- Софія Андрухович: Авторка романів та перекладачка.
- Галина Захарчук: Видавчиня, засновниця незалежного видавництва.
- Лариса Денисенко: Письменниця, авторка детективних романів.
- Наталія Гусак: Літературна критикиня та оглядачка.

#### Одяг та мода
- Юлія Магдич: Дизайнерка одягу, яка відома своїми вишиванками та колекціями в етнічному стилі, що набули популярності за межами України. Вона втілює сучасні тренди у традиційних українських мотивах.
- Діна Вулиця: Засновниця власного бренду одягу, що спеціалізується на повсякденних та елегантних образах. Її стиль поєднує мінімалізм та функціональність.
- Олена Рева: Відома українська дизайнерка, що створює жіночий одяг.
- Жанна Кадирова: Художниця та модельєрка, що експериментує з різними матеріалами.
- Вікторія Гресько: Дизайнерка одягу, що створює колекції у стилі мінімалізму.
- Ольга Ткаченко: Стилістка та фешн-блогерка.
- Інна Морозова: Модельєрка та авторка вечірніх суконь.
- Відеопродакшн:
  - Надія Білецька: Відома режисерка та продюсерка, авторка багатьох фільмів.
  - Олена Федоренко: Операторка та відеографка, яка працює над кліпами та рекламними роликами.
  - Ірина Ковальчук: Монтажерка, яка співпрацює з багатьма відомими студіями.
  - Галина Поліщук: Режисерка-постановниця музичних кліпів.
  - Світлана Кравець: Продюсерка документального кіно.
  - Оксана Яременко: Сценаристка та режисерка короткометражних фільмів.
- Дизайн:
  - Юлія Калінська: Графічна дизайнерка, що створює візуальні концепції для брендів.
  - Вікторія Квітнева: Ілюстраторка та художниця, що спеціалізується на дитячих книгах.
  - Тетяна Ігнатенко: Вебдизайнерка та UI/UX фахівчиня.
  - Ольга Ковальська: Промислова дизайнерка.
  - Марина Пилипенко: Дизайнерка меблів та предметів інтер'єру.
  - Алла Симонова: Шрифтова дизайнерка.
- IT:
  - Наталія Панасенко: Розробниця програмного забезпечення та менторка для початківців.
  - Оксана Кононенко: Аналітикиня даних, яка працює у великій IT-компанії.
  - Анна Скрипка: Тестувальниця програмного забезпечення та QA-інженерка.
  - Олена Петровська: Фронтенд-розробниця.
  - Вікторія Мороз: Спеціалістка з машинного навчання.
  - Ірина Шевчук: Архітекторка програмного забезпечення.
- Музика:
  - Джамала: Співачка, авторка пісень, переможниця «Євробачення».
  - Олена Савченко (Alyona Alyona): Реперка, яка здобула популярність не лише в Україні, а й за кордоном.
  - Оксана Денисенко: Діджейка, яка виступає на багатьох фестивалях.
  - Христина Соловій: Співачка, авторка пісень.
  - Ольга Полякова: Співачка, телеведуча.
  - Юлія Саніна: Солістка гурту The Hardkiss.
  - Екологія:
    - Марина Саєнко: Екологиня, яка працює над проєктами зі збереження природи.
    - Анна Кармазін: Зоозахисниця та волонтерка, що керує притулком для тварин.
    - Людмила Козловська: Керівниця громадської організації, що займається екологічними проблемами.
    - Ірина Поліщук: Спеціалістка з переробки відходів.
    - Олена Вовк: Дослідниця водних ресурсів.
    - Марія Степаненко: Активістка з питань захисту лісів.

  - Архітектура та інтер'єр:
    - Анна Бондар: Архітекторка та депутатка, що займається урбаністичними проєктами.
    - Олена Семенченко: Дизайнерка інтер'єру, що спеціалізується на сучасному мінімалізмі.
    - Марина Якименко: Архітекторка, яка займається реставрацією будівель.
    - Світлана Макаренко: Ландшафтна архітекторка.
    - Юлія Бойко: Дизайнерка інтер'єрів, що спеціалізується на комерційних об'єктах.
    - Аліна Клименко: Реставраторка історичних будівель.

  - Журналістика та медіа:
    - Яніна Соколова: Журналістка, телеведуча та акторка, відома своїми соціальними та політичними проєктами.
    - Алла Мазур: Популярна телеведуча новин.
    - Ольга Каштан: Редакторка відомого онлайн-видання.
    - Наталія Мосейчук: Телеведуча новин.
    - Ірина Кошкіна: Журналістка-розслідувачка.
    - Лариса Овсієнко: Політична оглядачка.

  - Фотографія та відеоблогінг:
    - Соня Плакидюк: Відома фешн-фотографиня.
    - Ольга Назарова: Фотографиня дикої природи.
    - Катерина Романова: Тревел-блогерка, що створює відео про подорожі.
    - Юлія Ковальова: Портретна фотографка.
    - Марина Мороз: Відеоблогерка про стиль життя.
    - Олена Іваненко: Фуд-фотографка.
    - Творчість та мистецтво:
      - Ада Роговцева: Видатна українська акторка театру і кіно.
      - Оксана Мась: Художниця, чиї роботи представлені в міжнародних галереях.
      - Оксана Муха: Співачка та народна артистка України.
      - Анна Гресь: Скульпторка.
      - Катерина Білокур: Художниця в жанрі наївного мистецтва.
      - Яна Черненко: Майстриня з художньої кераміки.

    - Рукоділля та хендмейд:
      - Анна Воронцова: Майстриня з вишивки та бісероплетіння.
      - Юлія Пилипенко: Керамістка, що створює унікальний посуд ручної роботи.
      - Вікторія Семенова: Авторка прикрас, яка використовує натуральні камені.
      - Марічка Бутенко: Майстриня з валяння вовни.
      - Оксана Денисик: Спеціалістка з пошиття одягу.
      - Аліна Кириленко: Майстриня з виготовлення ляльок-мотанок.

    - Підприємництво:
      - Наталія Сачук: Фінансова консультантка та бізнес-аналітикиня.
      - Тетяна Іващенко: Керівниця стартапу в сфері IT.
      - Ольга Романова: Власниця власного бізнесу з виробництва одягу.
      - Олена Притула: Співзасновниця «Української правди».
      - Ірина Козлова: Власниця мережі кав'ярень.
      - Юлія Спірідонова: Засновниця інтернет-магазину.

    - Організація заходів:
      - Людмила Горбатюк: Івент-менеджерка, що спеціалізується на корпоративних заходах.
      - Ірина Шеремет: Організаторка весіль.
      - Олена Сидоренко: Дитяча аніматорка та ведуча свят.
      - Катерина Заболотна: Організаторка музичних фестивалів.
      - Ольга Семенова: Координаторка благодійних заходів.
      - Марина Лисенко: Фахівчиня з організації тімбілдингів.
      - Редакторська справа та переклад:
        - Оксана Шахова: Літературна редакторка, що працює з видавництвами.
        - Анна Миколаївна: Перекладачка, що спеціалізується на технічних текстах.
        - Олена Шпак: Редакторка новинного порталу.
        - Марина Мороз: Редакторка наукових статей.
        - Юлія Ковальова: Перекладачка художньої літератури.
        - Вікторія Степаненко: Спеціалістка з локалізації програмного забезпечення.

      - Автомобільна галузь:
        - Тетяна Семенко: Автогонщиця, що бере участь у змаганнях.
        - Ольга Карпенко: Інструкторка з водіння.
        - Марія Довженко: Механікиня.
        - Олена Романенко: Автомобільна дизайнерка.
        - Ірина Захарченко: Автослюсарка.
        - Юлія Мельник: Спеціалістка з автострахування.

      - Юридична сфера:
        - Оксана Глущенко: Адвокатка, що займається захистом прав людини.
        - Валентина Шевченко: Юристка та правозахисниця.
        - Ольга Кирилюк: Нотаріусиня.
        - Ольга Гавриш: Прокурорка.
        - Катерина Оніщук: Суддя.
        - Марина Кравчук: Юристка з питань авторського права.

      - Флористика:
        - Марина Савченко: Професійна флористка.
        - Тетяна Іванова: Ландшафтна дизайнерка.
        - Яна Козлова: Декораторка.
        - Ірина Петренко: Фахівчиня з оформлення весільних букетів.
        - Олена Мороз: Дизайнерка квіткових композицій.
        - Аліна Ковальчук: Засновниця студії флористики.

      - Сільське господарство:
        - Ірина Кравчук: Фермерка, що займається вирощуванням органічної продукції.
        - Олена Скрипник: Агрономиня.
        - Марія Якубова: Виробниця сирів.
        - Людмила Борисенко: Ветеринарка сільськогосподарських тварин.
        - Тетяна Шевчук: Селекціонерка.
        - Оксана Олійник: Спеціалістка з садівництва.
        - Моделінг:
          - Аліна Байкова: Відома українська модель, яка працювала з багатьма світовими брендами.
          - Наталія Гоцій: Українська топ-модель.
          - Анна Іванова: Модель, що бере участь у показах мод.
          - Діана Штефан: Фешн-модель.
          - Вікторія Мазур: Фотомодель.
          - Марина Романенко: Модель для комерційних зйомок.

        - Політика:
          - Юлія Тимошенко: Відома політична діячка, колишня прем'єр-міністерка.
          - Ірина Геращенко: Політична діячка, депутатка.
          - Маріна Лаврова: Політична експертка.
          - Наталія Олійник: Політична аналітикиня.
          - Олена Глушко: Політична радниця.
          - Світлана Сидоренко: Лобістка.

        - Криміналістика:
          - Катерина Сидоренко: Криміналістка, що працює у слідчих органах.
          - Анастасія Коваль: Експертка-криміналістка.
          - Вікторія Мельник: Судова експертка.
          - Марина Кравчук: Судмедекспертка.
          - Оксана Олійник: Дактилоскопістка.
          - Тетяна Захарченко: Спеціалістка з балістичної експертизи.

        - Будівництво:
          - Людмила Марченко: Інженерка-будівельниця.
          - Анна Семенова: Архітекторка, що працює над комерційними проєктами.
          - Ольга Панасюк: Інженерка з безпеки праці на будівництві.
          - Олена Мороз: Проєктувальниця будівель.
          - Юлія Ковальова: Виконробиня.
          - Наталія Павленко: Технологиня будівельних матеріалів.

        - Спеціалістки з тварин:
          - Анастасія Козлова: Кінологиня, що займається дресируванням собак.
          - Оксана Мороз: Ветеринарка.
          - Ірина Кравчук: Грумерка.
          - Тетяна Сидорчук: Фелінологиня.
          - Марина Петренко: Дресирувальниця коней.
          - Ольга Коваль: Спеціалістка з іпотерапії.

      - Фінанси:
        - Марія Іваненко: Бухгалтерка.
        - Олена Мельник: Аудиторка.
        - Юлія Коваленко: Фінансова аналітикиня.
        - Наталія Савчук: Фінансова консультантка.
        - Вікторія Бойко: Банківська менеджерка.
        - Ольга Кравченко: Інвестиційна брокерка.

      - Логістика:
        - Наталія Савченко: Логістична менеджерка.
        - Тетяна Грищук: Експедиторка.
        - Олена Кравченко: Спеціалістка з міжнародної логістики.
        - Ірина Ситник: Диспетчерка.
        - Юлія Макаренко: Менеджерка з постачання.
        - Марія Вовк: Спеціалістка з митного оформлення.

      - Виробництво:
        - Ірина Захарченко: Керівниця виробництва.
        - Ольга Стельмах: Інженерка-технологиня.
        - Світлана Мороз: Начальниця цеху.
        - Наталія Павлова: Майстриня виробничої дільниці.
        - Марина Коваль: Спеціалістка з контролю якості.
        - Юлія Мельник: Інженерка-конструкторка.

      - Громадська діяльність:
        - Оксана Романюк: Правозахисниця.
        - Марта Левченко: Громадська діячка.
        - Олександра Матвійчук: Правозахисниця, лауреатка премії.
        - Ірина Камінська: Волонтерка.
        - Світлана Кириленко: Керівниця благодійного фонду.
        - Наталія Бойко: Соціальна працівниця.

      - Космічна галузь:
        - Наталія Якушко: Аерокосмічна інженерка.
        - Марина Шевчук: Науковиця-планетологиня.
        - Олена Борисенко: Дослідниця космічних технологій.
        - Вікторія Іваненко: Інженерка-проєктувальниця супутників.
        - Ірина Олійник: Фахівчиня з космічної медицини.
        - Ольга Назаренко: Астрономка-спостерігачка.

      - Офісна робота:
        - Вікторія Мельничук: Адміністративна менеджерка.
        - Людмила Скрипник: Секретарка-референтка.
        - Анна Демченко: HR-фахівчиня.
        - Ірина Коваленко: Офіс-менеджерка.
        - Тетяна Грицай: Бізнес-аналітикиня.
        - Марина Юрченко: Спеціалістка з документообігу.
        - Готельний бізнес:
          - Юлія Петренко: Готельна менеджерка.
          - Олена Морозова: Адміністраторка готелю.
          - Галина Захарчук: Керівниця готелю.
          - Світлана Павленко: Менеджерка з бронювання.
          - Ольга Сидоренко: Фахівчиня з роботи з клієнтами.
          - Тетяна Мельник: Хаус-менеджерка.

        - Морська справа:
          - Олена Мельниченко: Морячка.
          - Світлана Кириченко: Помічниця капітана.
          - Марія Павленко: Судновий офіцер.
          - Ірина Коваль: Матроска.
          - Ольга Федоренко: Експертка з морського права.
          - Людмила Захарчук: Гідролог.

        - Захист даних:
          - Анастасія Грищенко: Спеціалістка з кібербезпеки.
          - Юлія Марченко: Аналітикиня з безпеки.
          - Ольга Савчук: Фахівчиня з інформаційного захисту.
          - Марина Захарченко: Тестувальниця на проникнення (penetration tester).
          - Оксана Бойко: Спеціалістка з розслідування кіберзлочинів.
          - Тетяна Овчаренко: Криптографиня.

        - Культура:
          - Аліна Пасічна: Мистецтвознавиця.
          - Ірина Коваленко: Театрознавиця.
          - Тетяна Гайдук: Музейна працівниця.
          - Анна Ковальчук: Культурологиня.
          - Оксана Савченко: Організаторка культурних заходів.
          - Юлія Бойко: Спеціалістка з охорони пам'яток.

        - Авіація:
          - Ольга Левицька: Пілотеса.
          - Юлія Савчук: Бортпровідниця.
          - Вікторія Федорова: Авіаінженерка.
          - Оксана Микита: Диспетчерка повітряного руху.
          - Ірина Коваль: Технікиня з обслуговування літаків.
          - Марина Захарченко: Спеціалістка з авіаційної безпеки.

        - Бухгалтерська справа:
          - Тетяна Коваль: Головна бухгалтерка.
          - Анна Мельник: Фінансова аудиторка.
          - Оксана Василенко: Податкова консультантка.
          - Марія Демчук: Економістка-бухгалтерка.
          - Олена Савченко: Кредитна консультантка.
          - Наталія Федоренко: Спеціалістка з фінансового планування.

        - Дипломатія:
          - Олена Зеркаль: Відома дипломатка.
          - Оксана Сибіга: Аташе.
          - Наталія Галібаренко: Представниця України при міжнародній організації.
          - Юлія Гайдай: Консулка.
          - Марія Литовченко: Секретарка посольства.
          - Ірина Петренко: Фахівчиня з міжнародних відносин.

        - Охорона:
          - Марія Дяченко: Охоронниця.
          - Віра Романчук: Інкасаторка.
          - Олена Пономаренко: Спеціалістка з безпеки.
          - Ольга Зайцева: Співробітниця служби безпеки.
          - Алла Ковальова: Охоронниця-кінологиня.
          - Тетяна Сидорова: Начальниця відділу охорони.

        - Ювелірна справа:
          - Ірина Шевчук: Ювелірка.
          - Тетяна Сидоренко: Дизайнерка ювелірних виробів.
          - Марія Козлова: Огранувальниця.
          - Олена Петренко: Гемологиня.
          - Вікторія Федоренко: Художниця з емалі.
          - Юлія Іванова: Реставраторка ювелірних виробів.

        - Архітектурна справа:
          - Анна Бондар: Архітекторка.
          - Ольга Симоненко: Ландшафтна дизайнерка.
          - Вікторія Кириленко: Архітекторка.
          - Марина Савчук: Проєктувальниця будівель.
          - Олена Голуб: Інженерка-конструкторка.
          - Тетяна Білик: Спеціалістка з містобудування.

        - Картографія:
          - Наталія Якимчук: Картографка.
          - Олена Бондар: Геодезистка.
          - Юлія Поліщук: Інженерка-картографка.
          - Ірина Ковальчук: Спеціалістка з ГІС.
          - Ольга Назаренко: Топографиня.
          - Марія Кириленко: Дослідниця дистанційного зондування Землі.

        - Аудіоінженерія:
          - Тетяна Ковальова: Звукорежисерка.
          - Марина Олійник: Акустик.
          - Ольга Шевчук: Спеціалістка зі звукозапису.
          - Наталія Зайцева: Звукодизайнерка.
          - Ірина Сидоренко: Монтажерка звуку.
          - Анна Мельничук: Звукооператорка.
          - Історична наука:
            - Наталія Яковенко: Історикиня.
            - Ольга Марусяк: Археологиня.
            - Тетяна Хоткевич: Архівістка.
            - Ірина Соколова: Етнографиня.
            - Вікторія Коваленко: Музейна працівниця.
            - Оксана Денисюк: Дослідниця історії мистецтва.

          - Музейна справа:
            - Тетяна Сосновська: Музейна працівниця.
            - Оксана Білоус: Реставраторка.
            - Галина Захарчук: Кураторка виставок.
            - Марія Гончаренко: Екскурсоводка.
            - Ольга Іванова: Спеціалістка з фондів музею.
            - Наталія Петрова: Мистецтвознавиця-експертка.

          - Бджільництво:
            - Наталія Демченко: Пасічниця.
            - Олена Миколаєнко: Бджолярка.
            - Анна Шевченко: Пасічниця-новаторка.
            - Ірина Петренко: Спеціалістка з розведення бджіл.
            - Ольга Захарчук: Виробниця медової продукції.
            - Марія Вовк: Фахівчиня з медової терапії.

          - Хімічна промисловість:
            - Оксана Зайченко: Хімікиня.
            - Світлана Медведева: Фармацевтка.
            - Ірина Коваленко: Лаборантка.
            - Вікторія Романенко: Інженерка-хімікиня.
            - Олена Мазур: Дослідниця в області нанохімії.
            - Тетяна Шевченко: Аналітикиня хімічних процесів.

          - Рибальство:
            - Ольга Рибальченко: Рибалка-спортсменка.
            - Тетяна Сидорук: Професійна рибалка.
            - Надія Олексіївна: Рибалка-любителька.
            - Марина Кравчук: Інструкторка з риболовлі.
            - Олена Коваленко: Спеціалістка з аквакультури.
            - Юлія Білик: Виробниця рибної продукції.

          - Логістика:
            - Катерина Іванова: Логістка.
            - Оксана Ковальчук: Менеджерка з постачання.
            - Наталія Петренко: Спеціалістка з транспортної логістики.
            - Марія Романюк: Менеджерка з міжнародних перевезень.
            - Ольга Захарченко: Логістична аналітикиня.
            - Ірина Федорова: Експертка з ланцюгів постачання.
            - Рекламна справа:
              -                 - Марія Дерев'янко: Креативна директорка.
                - Юлія Савченко: SMM-фахівчиня.
                - Тетяна Олійник: Таргетологиня.
                - Олена Мельник: Копірайтерка.
                - Вікторія Ткаченко: Медіапланерка.
                - Наталія Прима: Бренд-менеджерка.

              - Криптографія:
                - Олена Петренко: Криптографиня-дослідниця.
                - Вікторія Мельник: Спеціалістка з криптографії.
                - Юлія Скрябіна: Криптографиня.
                - Анна Ковальчук: Дослідниця шифрування.
                - Марина Федоренко: Експертка з інформаційної безпеки.
                - Ольга Назаренко: Розробниця криптографічних алгоритмів.